# Буркотово
Бурко́тово (каз. Буркотово) — село у складі Бородуліхинського району Абайської області Казахстану. Адміністративний центр Тавричеського сільського округу.
Населення — 332 особи (2021; 778 у 2009, 768 у 1999, 1223 у 1989).
Національний склад станом на 1989 рік:
- росіяни — 43 %
- німці — 34 %